# TSV Eintracht Hittfeld

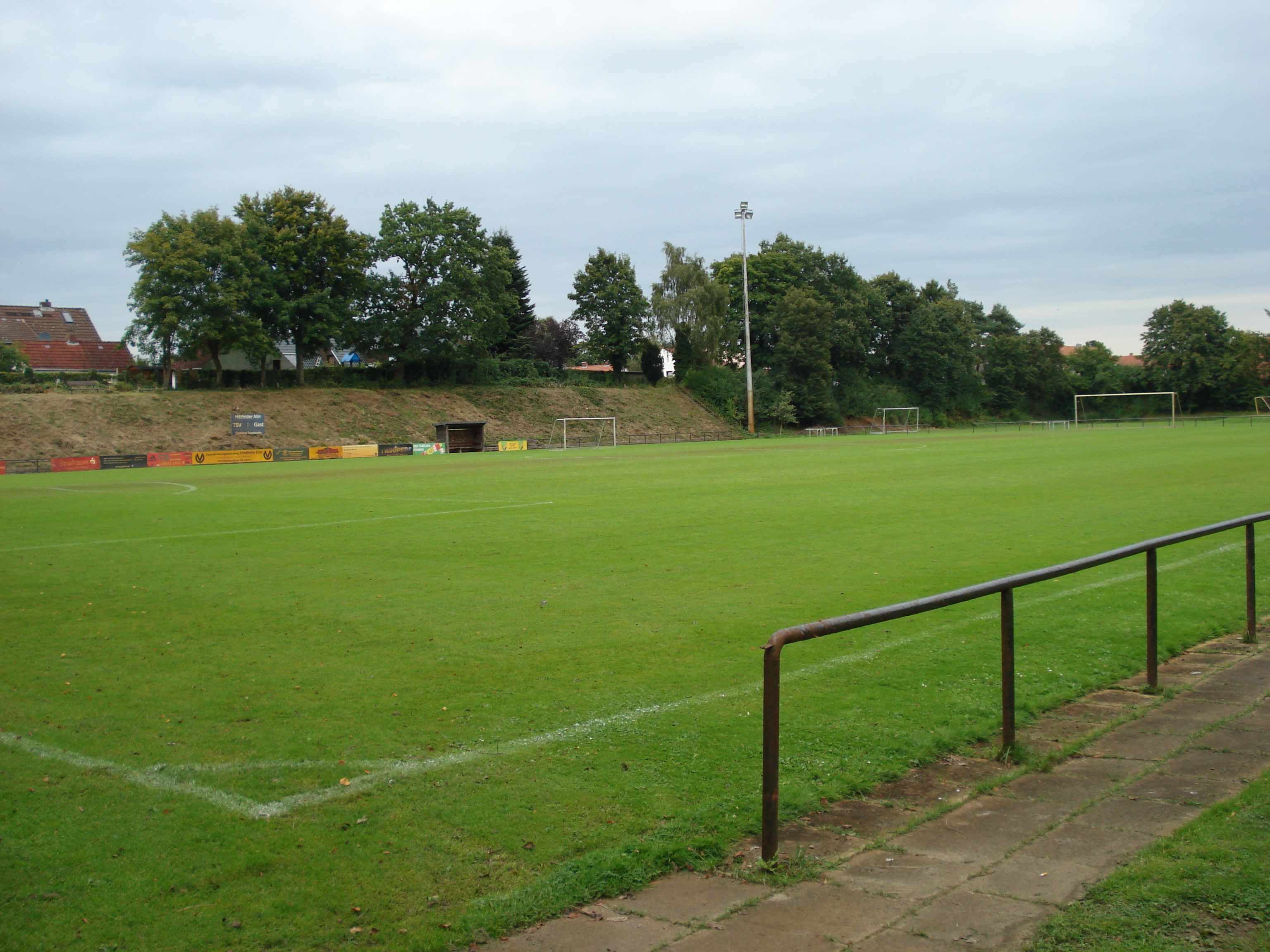
Sportplatz „Alm“

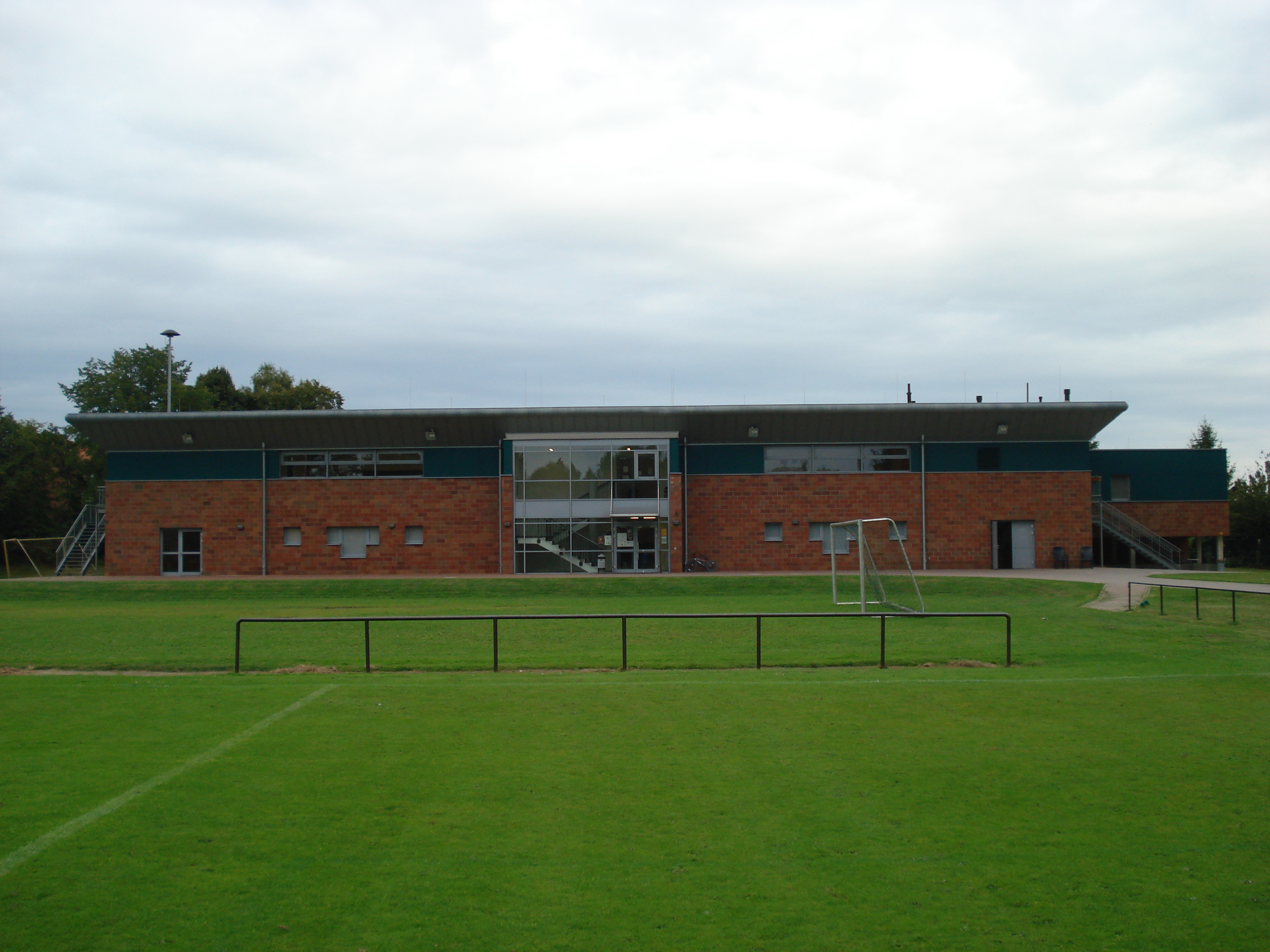
Sportarena

Der TSV Eintracht Hittfeld von 1905 e. V. ist ein Sportverein in dem Ort Hittfeld, gelegen in der Gemeinde Seevetal im Landkreis Harburg in Niedersachsen.

## Geschichte
Der TSV Eintracht Hittfeld von 1905 e. V. wurde im Jahr 1905 gegründet. Mit Ausbruch des Ersten Weltkriegs 1914 wurden nur noch eingeschränkte Turnabende abgehalten und von 1936 bis zum Ende des Zweiten Weltkriegs 1945 fand kein Turn- und Sportbetrieb statt. Im Jahr 1945 erfolgte die Neugründung des Vereins. 1958 wurde die Mehrzweckhalle eröffnet. Im Jahr 1965 wurde der TSV Eintracht Hittfeld ins Vereinsregister eingetragen. 1970 begrüßte der TSV sein 500. Mitglied und im Jahr 1977 hatte der Verein bereits 1.000 Mitglieder. 1987 erschien die erste Ausgabe der Vereinsnachrichten. Im Jahr 1992 erhielt der Verein eine neue Satzung und feierte 2005 sein 100-jähriges Jubiläum. Im Jahr 2008 kam es zur Gründung der Handballspielgemeinschaft HSG Seevetal mit dem Turnverein Meckelfeld von 1920 e. V. (TVM). Schließlich wurde 2012 die neue Mehrzweckhalle eröffnet.

## Präsidium
1. Vorsitzende des TSV Eintracht Hittfeld von 1905 e. V. ist Jana Thieme. Das Amt der 2. Vorsitzenden bekleidet Lars Mittwollen. Als Kassenwartin fungiert Jutta Fröhlich.

## Abteilungen
Der TSV Eintracht Hittfeld von 1905 e. V. gliedert sich in die 16 Hauptabteilungen:
- Aikido,
- Badminton,
- Basketball,
- Boxen,
- Fitness-Turnen,
- Fußball,
- Handball,
- Karate,
- Krateo,
- Leichtathletik,
- Leistungsturnen,
- Managerboxen,
- Reha,
- Schwimmen,
- Tischtennis sowie,
- Triathlon / Radfahren.

Des Weiteren bietet der Verein verschiedene Spezialangebote an.

## Trainingsstätten
Der TSV Eintracht Hittfeld von 1905 e. V. verfügt über die ständigen Trainingsstätten Sportarena Hittfeld, Sportplatz „Alm“, Schulsportplatz Reetwiesen, „Sporthaus“, Sportplatz Peperdieksberg, Sporthalle Gymnasium Hittfeld, Sporthalle Realschule Hittfeld sowie die Schwimmhalle Hittfeld.

## Besonderheiten
Der TSV Eintracht Hittfeld von 1905 e. V. ist ein anerkannter und lizenzierter Verein für das Deutsche Sportabzeichen und das Radsportabzeichen sowie für den Rehabilitationssport.

## Erfolge

### Badminton
Die Badminton-Abteilung wurde 1975 gegründet. 1990 schloss sie sich mit der Badminton-Abteilung des Nachbarvereins VfL Maschen zur SG Maschen-Hittfeld zusammen. Bis 1997 stieg die 1. Mannschaft bis in die Regionalliga auf, die 2. und 3. Mannschaft spielten in der Landes- bzw. Bezirksoberliga. 2000 stieg die 1. Mannschaft ab in die Oberliga, doch in der Folgezeit ging es wieder stetig aufwärts. So gelang 2006 der Aufstieg in die 2. Badminton-Bundesliga und 2008 die Vizemeisterschaft.
In der Erwachsenenklasse wurden unter anderem 2 Deutsche Vizemeistertitel, 10 Norddeutsche Meistertitel, 9 Norddeutsche Vizemeistertitel, 35 Niedersächsische Landesmeistertitel, 63 Bezirksmeistertitel, 7 Kreismeistertitel, 2 Deutsche Ranglistensiege, 21 Niedersächsische Landesranglistensiege und 7 Bezirksranglistensiege gewonnen. Die Junioren gewannen u. a. zwei norddeutsche Meisterschaften und einen deutschen Ranglistensieg. Bei den Deutschen Seniorenmeisterschaften erreichten Kristine Anschütz und Stephan Burmeister zwischen 2006 und 2010 mehrmals Plätze unter den ersten drei in der Altersklasse O35.

### Turnen
Christine Wetzel war im Turnen Mitte der 1980er Jahre das Aushängeschild des TSV Eintracht Hittfeld. Sie war als Ersatzturnerin Teilnehmerin der Olympischen Sommerspiele 1984 in Los Angeles und holte vier Deutsche Meistertitel im Turnen.